# Orlando Graham
Orlando Graham (Montgomery, Alabama, 5 de mayo de 1965) es un exjugador de baloncesto estadounidense que jugó una temporada en la NBA, además de hacerlo en la CBA, la liga francesa y la liga italiana. Con 2,03 metros de estatura, jugaba en la posición de ala-pívot.

## Trayectoria deportiva

### Universidad
Jugó durante dos temporadas con los Buffaloes de la Universidad de West Texas A&M, y otras dos con los Senators de la Universidad de Auburn-Montgomery en las que promedió 15,6 puntos, 9,9 rebotes y 1,2 asistencias por partido.

### Profesional
Fue elegido en la cuadragésima posición del Draft de la NBA de 1988 por Miami Heat, pero el equipo renunció a sus derechos, aceptando la oferta del Cholet Basket de la liga francesa hasta que en el mes de marzo fichó por los Golden State Warriors, con los que llegó a jugar siete partidos, en los que promedió 1,1 puntos y 1,6 rebotes.
Tras probar sin suerte en años posteriores en los Dallas Mavericks y en los San Antonio Spurs, jugó en el Olimpia Milano de la liga italiana, por los que fichó con la temporada ya avanzada, disputando 12 partidos en los que promedió 8,2 puntos y 8,4 rebotes.
Jugó tres temporadas más, pero siempre en ligas menores de su país, hasta retirarse en 1993.

## Estadísticas de su carrera en la NBA

### Temporada regular
| Temporada | Edad | Equipo                | Liga | P | TIT | MIN | TC  | TCA | %TC  | 3P  | 3PA | %3P | TL  | TLA | %TL  | R.OF. | R.DEF. | REB | ASIS | ROB | TAP | PER | FP  | PTS |
| 1988-89   | 23   | Golden State Warriors | NBA  | 7 | 0   | 3.1 | 0.4 | 1.4 | .300 | 0.0 | 0.0 |     | 0.3 | 0.6 | .500 | 1.1   | 0.4    | 1.6 | 0.0  | 0.0 | 0.0 | 0.3 | 0.9 | 1.1 |
| Total     |      |                       | NBA  | 7 | 0   | 3.1 | 0.4 | 1.4 | .300 | 0.0 | 0.0 |     | 0.3 | 0.6 | .500 | 1.1   | 0.4    | 1.6 | 0.0  | 0.0 | 0.0 | 0.3 | 0.9 | 1.1 |

### Playoffs
| Temporada | Edad | Equipo                | Liga | P | TIT | MIN | TC  | TCA | %TC  | 3P  | 3PA | %3P | TL  | TLA | %TL  | R.OF. | R.DEF. | REB | ASIS | ROB | TAP | PER | FP  | PTS |
| 1988-89   | 23   | Golden State Warriors | NBA  | 2 |     | 4.0 | 0.5 | 1.0 | .500 | 0.0 | 0.0 |     | 0.5 | 1.0 | .500 | 0.0   | 0.5    | 0.5 | 0.0  | 0.0 | 0.0 | 0.5 | 0.0 | 1.5 |
| Total     |      |                       | NBA  | 2 |     | 4.0 | 0.5 | 1.0 | .500 | 0.0 | 0.0 |     | 0.5 | 1.0 | .500 | 0.0   | 0.5    | 0.5 | 0.0  | 0.0 | 0.0 | 0.5 | 0.0 | 1.5 |